# Barry Clemens
John Barry Clemens (Dayton, Ohio, 1 de mayo de 193) es un exjugador de baloncesto estadounidense que disputó once temporadas en la NBA. Con 1,98 metros de estatura, jugaba en la posición de alero.

## Trayectoria deportiva

### Universidad
Jugó durante cuatro temporadas con los Battling Bishops de la Universidad de Ohio Wesleyan, en las que promedió 20,3 puntos y 13,1 rebotes por partido. Tras promediar 23 puntos y 14,7 rebotes en su última temporada fue elegido Jugador Más Valioso de la Ohio Athletic Conference, acabando su carrera como líder histórico de anotación tanto de su universidad como de la conferencia.

### Profesional
Fue elegido en la vigésimo segunda posición del Draft de la NBA de 1965 por New York Knicks, donde jugó una temporada, en la que promedió 5,4 puntos y 2,6 rebotes por partido.
Al año siguiente no fue protegido por su equipo ante el Draft de Expansión que se produjo ante la llegada de nuevos equipos a la liga, siendo elegido por Chicago Bulls. Allí jugó 3 temporadas, siendo la más destacada la 1967-68, en la que promedió 9,3 puntos y 4,8 rebotes por partido.
En 1969 fue traspasado, junto con Bob Boozer a Seattle SuperSonics, a cambio de Bob Kauffman y una futura tercera ronda del draft. En los Sonics jugó 3 temporadas como suplente del propio Boozer, destacando su primer año en el que promedió 8,3 puntos y 4,1 rebotes por partido.
En 1972 fue traspasado nuevamente, junto con Lenny Wilkens a Cleveland Cavaliers a cambio de Butch Beard. En los Cavs actuó como suplente de John Johnson, perdiendo protagonismo paulatinamente, promediando en su segunda y última temporada en el equipo sólo 5,5 puntos y 2,3 rebotes por partido.
En 1974 se produjo un nuevo Draft de Expansión, siendo elegido por New Orleans Jazz, quienes automáticamente lo traspasaron a Portland Trail Blazers a cambio de Rick Roberson. Allí jugaría sus dos últimas temporadas como profesional, siendo uno de los últimos jugadores del banquillo.

## Estadísticas de su carrera en la NBA

### Temporada regular
| Temporada | Edad | Equipo                 | Liga | P   | TIT | MIN  | TC  | TCA | %TC  | 3P | 3PA | %3P | TL  | TLA | %TL  | R.OF. | R.DEF. | REB | ASIS | ROB | TAP | PER | FP  | PTS |
| 1965-66   | 22   | New York Knicks        | NBA  | 70  |     | 12.5 | 2.3 | 5.6 | .412 |    |     |     | 0.8 | 1.1 | .692 |       |        | 2.6 | 1.0  |     |     |     | 1.6 | 5.4 |
| 1966-67   | 23   | Chicago Bulls          | NBA  | 60  |     | 16.4 | 3.1 | 7.4 | .419 |    |     |     | 1.1 | 1.5 | .756 |       |        | 3.4 | 0.7  |     |     |     | 2.4 | 7.3 |
| 1967-68   | 24   | Chicago Bulls          | NBA  | 78  |     | 20.9 | 3.9 | 8.6 | .449 |    |     |     | 1.6 | 2.2 | .724 |       |        | 4.8 | 1.3  |     |     |     | 2.9 | 9.3 |
| 1968-69   | 25   | Chicago Bulls          | NBA  | 75  |     | 19.3 | 3.1 | 8.4 | .374 |    |     |     | 1.1 | 1.7 | .656 |       |        | 4.2 | 1.7  |     |     |     | 2.2 | 7.4 |
| 1969-70   | 26   | Seattle SuperSonics    | NBA  | 78  |     | 19.1 | 3.5 | 7.6 | .454 |    |     |     | 1.4 | 1.8 | .793 |       |        | 4.1 | 1.5  |     |     |     | 2.4 | 8.3 |
| 1970-71   | 27   | Seattle SuperSonics    | NBA  | 78  |     | 16.5 | 3.2 | 6.7 | .470 |    |     |     | 1.1 | 1.5 | .728 |       |        | 3.1 | 1.2  |     |     |     | 2.2 | 7.4 |
| 1971-72   | 28   | Seattle SuperSonics    | NBA  | 82  |     | 17.6 | 3.1 | 5.9 | .521 |    |     |     | 0.9 | 1.1 | .844 |       |        | 3.5 | 0.8  |     |     |     | 2.4 | 7.1 |
| 1972-73   | 29   | Cleveland Cavaliers    | NBA  | 72  |     | 15.5 | 2.9 | 5.6 | .516 |    |     |     | 0.7 | 0.9 | .779 |       |        | 2.9 | 1.6  |     |     |     | 1.9 | 6.5 |
| 1973-74   | 30   | Cleveland Cavaliers    | NBA  | 71  |     | 12.9 | 2.3 | 4.9 | .471 |    |     |     | 0.9 | 1.0 | .849 | 0.6   | 1.7    | 2.3 | 1.1  | 0.5 | 0.0 |     | 1.9 | 5.5 |
| 1974-75   | 31   | Portland Trail Blazers | NBA  | 77  |     | 12.4 | 2.2 | 4.6 | .473 |    |     |     | 0.6 | 0.8 | .750 | 0.4   | 1.7    | 2.1 | 1.0  | 0.9 | 0.0 |     | 1.8 | 4.9 |
| 1975-76   | 32   | Portland Trail Blazers | NBA  | 49  |     | 9.0  | 1.4 | 2.9 | .490 |    |     |     | 0.6 | 0.7 | .886 | 0.6   | 0.9    | 1.4 | 0.7  | 0.6 | 0.1 |     | 1.2 | 3.5 |
| Total     |      |                        | NBA  | 790 |     | 15.9 | 2.9 | 6.3 | .454 |    |     |     | 1.0 | 1.3 | .756 | 0.5   | 1.5    | 3.2 | 1.1  | 0.7 | 0.1 |     | 2.1 | 6.7 |

### Playoffs
| Temporada | Edad | Equipo        | Liga | P | MIN | TCA | TC | 3PA | 3P | TLA | TL | R.OF. | REB | ASIS | ROB | TAP | PER | FP | PTS | %TC  | %3P | %FT   | MIN  | PTS | REB | AST |
| 1966-67   | 23   | Chicago Bulls | NBA  | 3 | 20  | 0   | 4  |     |    | 6   | 7  |       | 3   | 2    |     |     |     | 3  | 6   | .000 |     | .857  | 6.7  | 2.0 | 1.0 | 0.7 |
| 1967-68   | 24   | Chicago Bulls | NBA  | 4 | 45  | 8   | 16 |     |    | 4   | 4  |       | 2   | 5    |     |     |     | 6  | 20  | .500 |     | 1.000 | 11.3 | 5.0 | 0.5 | 1.3 |
| Total     |      |               | NBA  | 7 | 65  | 8   | 20 |     |    | 10  | 11 |       | 5   | 7    |     |     |     | 9  | 26  | .400 |     | .909  | 9.3  | 3.7 | 0.7 | 1.0 |